# Iabloko
Le Parti démocratique russe unifié « Iabloko » (en russe : Российская объединённая демократическая партия «Яблоко», Rossiïskaïa obiedinionnaïa demokratitcheskaïa partiïa « Iabloko » — Iabloko signifiant « pomme » en russe) est un parti politique social-libéral russe dirigé par Nikolaï Rybakov. Il a été fondé en 1993 par Grigori Iavlinski, Iouri Boldyrev et Vladimir Loukine.

## Historique
Le parti date du début des années 1990. Le prédécesseur immédiat du parti Iabloko était le cartel électoral Iavlinski-Boldyrev-Loukine, formé pour les élections législatives de 1993. « Iabloko » est un acronyme des noms de ses fondateurs : « Я » (Ia) pour Grigori Iavlinski ; « Б » (B) pour Iouri Boldyrev, et « Л » (L) pour Vladimir Loukine, le nom complet signifiant « pomme » en russe. Le parti défend le libre marché et les libertés civiles en Russie, de meilleures relations avec les États-Unis et l'adhésion à l'Union européenne. Le parti s'est opposé à la politique du président Boris Eltsine et de ses premiers ministres, gagnant ainsi la réputation d'un mouvement d'opposition déterminé mais néanmoins dévoué aux réformes démocratiques (à l'inverse, la plupart de l'opposition était communiste ou d'extrême droite à cette époque). De même, il a continué à s'opposer à Vladimir Poutine pour ce qu'il considère comme son autoritarisme croissant et a appelé à la destitution de son gouvernement « par des moyens constitutionnels ».
Créé à l'origine comme une organisation publique en 1993, il s'est transformé en un parti politique en 2001. Il s'est présenté aux élections législatives de 1993, 1995, 1999 et 2003.
Le 4 décembre 2005, Iabloko-Démocrates unis, une coalition formée par Iabloko et l'Union des forces de droite, a remporté 11 % des voix aux élections municipales de Moscou et est devenu l'un des trois partis (avec Russie Unie et le Parti communiste) à entrer dans la nouvelle Douma de Moscou. Ce succès a été considéré par les dirigeants d'Iabloko comme un signe d'espoir pour les élections parlementaires russes de 2007, et a renforcé l'opinion selon laquelle Iabloko et l'Union des forces de droite doivent s'unir pour être élus à la Douma d'État en 2007.
La Commission pour l'unification des forces démocratiques, présidée par Boris Nemtsov, est créée par l'Union des forces de droite le 16 février 2006. Toutefois, les projets de fusion ont été abandonnés en décembre 2006, les différences semblant trop importantes.
Le parti démocratique russe Iabloko était un observateur de l'Internationale libérale depuis 2002, et est devenu un membre à part entière après le congrès de l'ELDR à Bucarest en octobre 2006. Le bureau central du parti est situé à Moscou.
Lors des élections législatives russes de 2007, Iabloko a perdu sa représentation à la Douma d'État.
Lors des élections régionales russes du 4 décembre 2011, Iabloko a remporté quelques places dans les parlements régionaux de Russie : 6 sur 50 à l'Assemblée législative de Saint-Pétersbourg, 4 sur 50 à l'Assemblée législative de la république de Carélie et 1 sur 44 au corps législatif de Pskov.
Lors des élections régionales russes du 8 septembre 2019, Iabloko a remporté dans différents parlements régionaux de Russie : 4 sièges sur 45 à la Douma de la ville de Moscou et 1 à la Douma législative du kraï de Khabarovsk. Le parti a également réussi à obtenir 111 sièges municipaux dans tout le pays, dont 81 à Saint-Pétersbourg.
Les dirigeants de Iabloko Grigori Iavlinski et Nikolaï Rybakov refusent tout soutien à Navalny lors de son arrestation en 2021, voyant en lui un « nationaliste xénophobe et autoritaire » ; cette position est dénoncée par l'ancien maire de Iekaterinbourg Evgueni Roïzman, qui décide de rompre avec son parti. De nombreux membres du parti reprochent à Iavlinski d'avoir exprimé ces opinions alors que Navalny est en prison après avoir été empoisonné. Certains commentateurs affirment que Iavlinski a ainsi aidé la propagande du gouvernement contre Navalny.

## Résultats électoraux

### Élections législatives
| Année | %    | Sièges   |
| ----- | ---- | -------- |
| 1993  | 7,86 | 27 / 450 |
| 1995  | 6,89 | 45 / 450 |
| 1999  | 5,93 | 21 / 450 |
| 2003  | 4,30 | 4 / 450  |
| 2007  | 1,60 | 0 / 450  |
| 2011  | 3,43 | 0 / 450  |
| 2016  | 1,99 | 0 / 450  |
| 2021  | 1,34 | 0 / 450  |

Une décision de justice a interdit à Iabloko de présenter une liste à Saint-Pétersbourg pour les élections législatives de décembre 2007 pour avoir distribué un tract « affichant une liste de militants dont 10 % des noms n’auraient pas été valides ».

## Programme
Positionné dans le libéralisme social, Iabloko dit vouloir combattre la corruption, la bureaucratie et le système oligarchique, et vouloir défendre la justice sociale et les libertés démocratiques, l’éducation, la santé publique, la science et la culture.
Le parti n’a pas approuvé la « thérapie de choc » des années 1990 et entend se distinguer des libéraux les plus radicaux.

## Affiliation internationale
Membre observateur de l’Internationale libérale depuis 2002, Iabloko est devenu membre à part entière du Parti de l'Alliance des libéraux et des démocrates pour l'Europe (ALDE) au sommet de Bucarest en octobre 2006.

## Présidence du parti
| Président(e) | Président(e)       | Début du mandat  | Fin du mandat    |
| ------------ | ------------------ | ---------------- | ---------------- |
|              | Grigori Iavlinski  | 16 octobre 1993  | 22 juin 2008     |
|              | Sergueï Mitrokhine | 22 juin 2008     | 20 décembre 2015 |
|              | Emilia Slabounova  | 20 décembre 2015 | 15 décembre 2019 |
|              | Nikolaï Rybakov    | 15 décembre 2019 | en fonction      |